# Зеленорізька сільська рада
Зеленорі́зька сільська́ ра́да — колишня адміністративно-територіальна одиниця та орган місцевого самоврядування в Жашківському районі Черкаської області. Адміністративний центр — село Зелений Ріг.

## Загальні відомості
- Населення ради: 614 особи (станом на 2001 рік)

## Населені пункти
Сільській раді були підпорядковані населені пункти:
- с. Зелений Ріг

## Склад ради
Рада складалася з 14 депутатів та голови.
- Голова ради: Дишлева Ольга Миколаївна
- Секретар ради: Завертана Олена Олександрівна

### Керівний склад попередніх скликань
| Прізвище, ім'я, по батькові | Основні відомості                                                         | Дата обрання | Дата звільнення |
| --------------------------- | ------------------------------------------------------------------------- | ------------ | --------------- |
| Дишлева Ольга Миколаївна    | Сільський голова, 1954 року народження, освіта вища, член Народної партії | 26.03.2006   | 31.10.2010      |
| Дишлева Ольга Миколаївна    | Сільський голова, 1954 року народження, освіта вища, член Народної партії | 31.10.2010   |                 |

Примітка: таблиця складена за даними сайту Верховної Ради України

### Депутати
За результатами місцевих виборів 2010 року депутатами ради стали:

#### За суб'єктами висування
| Суб'єкт висування                 | Кількість обраних депутатів | %    |
| --------------------------------- | --------------------------- | ---- |
| Партія регіонів                   | 5                           | 35,7 |
| Політична партія «Наша Україна»   | 5                           | 35,7 |
| Політична партія «Сильна Україна» | 2                           | 14,3 |
| Самовисування                     | 2                           | 14,3 |

#### За округами
| № округу                          | Прізвище, ім'я, по батькові    | Дата визнання обраним | Освіта             | Партійна приналежність                  | Відомості про обраного депутата                                  |
| --------------------------------- | ------------------------------ | --------------------- | ------------------ | --------------------------------------- | ---------------------------------------------------------------- |
| Партія регіонів                   |                                |                       |                    |                                         |                                                                  |
| 2                                 | Квашенко Тамара Вікторівна     | 03.11.2010            | середня спеціальна | член Партії регіонів                    | тимчасово не працює                                              |
| 3                                 | Прокопенко Катерина Кузьмівна  | 03.11.2010            | вища               | член Партії регіонів                    | Зеленорізька загальноосвітня школа І-ІІ ст., вчитель             |
| 5                                 | Даценко Ольга Вікторівна       | 03.11.2010            | вища               | член Партії регіонів                    | Зеленорізька загальноосвітня школа І-ІІ ст., заступник директора |
| 12                                | Завертана Олена Олександрівна  | 03.11.2010            | незакінчена вища   | член Партії регіонів                    | Сільська рада, бухгалтер                                         |
| 13                                | Музика Тетяна Миколаївна       | 03.11.2010            | середня спеціальна | член Партії регіонів                    | Зеленорізька загальноосвітня школа І-ІІ ст., вихователь          |
| Політична партія «Наша Україна»   |                                |                       |                    |                                         |                                                                  |
| 6                                 | Музика Олена Іванівна          | 03.11.2010            | середня            | член Політичної партії «Наша Україна»   | Зеленорізька загальноосвітня школа І-ІІ ст., повар               |
| 7                                 | Товкач Інна Вікторівна         | 03.11.2010            | середня спеціальна | член Політичної партії «Наша Україна»   | Зеленорізька загальноосвітня школа І-ІІ ст., завідувачка ДНЗ     |
| 9                                 | Сліпенко Людмила Василівна     | 03.11.2010            | вища               | член Політичної партії «Наша Україна»   | Зеленорізька загальноосвітня школа І-ІІ ст., директор школи      |
| 10                                | Мальована Галина Миронівна     | 03.11.2010            | середня спеціальна | член Політичної партії «Наша Україна»   | Зеленорізька загальноосвітня школа І-ІІ ст., повар               |
| 11                                | Цибульська Світлана Леонідівна | 03.11.2010            | вища               | член Політичної партії «Наша Україна»   | Сільська бібліотека, бібліотекар                                 |
| Політична партія «Сильна Україна» |                                |                       |                    |                                         |                                                                  |
| 1                                 | Дем'янчук Любов Григорівна     | 03.11.2010            | середня            | член Політичної партії «Сильна Україна» | ТОВ «Оберіг-Інвест», повар                                       |
| 4                                 | Смілянець Віктор Васильович    | 03.11.2010            | незакінчена вища   | член Політичної партії «Сильна Україна» | ТОВ «Оберіг-Інвест», директор                                    |
| Самовисування                     |                                |                       |                    |                                         |                                                                  |
| 8                                 | Єршова Оксана Григорівна       | 28.12.2010            | середня спеціальна | член Політичної партії «Фронт Змін»     | Зеленогірський ВЗ, начальник ВЗ                                  |
| 14                                | Ткаченко Світлана Вікторівна   | 03.11.2010            | середня спеціальна | член Соціалістичної партії України      | ТОВ «Оберіг-Інвест», вагар                                       |